# Kuba az 1956. évi nyári olimpiai játékokon
Kuba az ausztráliai Melbourne-ben és a svédországi Stockholmban megrendezett 1956. évi nyári olimpiai játékok egyik részt vevő nemzete volt. Az országot az olimpián 5 sportágban 16 sportoló képviselte, akik érmet nem szereztek.

## Atlétika
Férfi
| Versenyző         | Versenyszám | Előfutam | Előfutam | Negyeddöntő | Negyeddöntő | Elődöntő | Elődöntő | Döntő   | Döntő    |
| Versenyző         | Versenyszám | Idő      | Hely.    | Idő         | Hely.       | Idő      | Hely.    | Idő     | Helyezés |
| ----------------- | ----------- | -------- | -------- | ----------- | ----------- | -------- | -------- | ------- | -------- |
| Evaristo Iglesias | 100 m       | 11,3     | 5.       | kiesett     | kiesett     | kiesett  | kiesett  | kiesett | kiesett  |
| Evaristo Iglesias | 110 m gát   | 14,3     | 2.       |             | 14,6        | 4.       | kiesett  | kiesett |          |

Női
| Versenyző   | Versenyszám | Előfutam | Előfutam | Elődöntő | Elődöntő | Döntő   | Döntő    |
| Versenyző   | Versenyszám | Idő      | Hely.    | Idő      | Hely.    | Idő     | Helyezés |
| ----------- | ----------- | -------- | -------- | -------- | -------- | ------- | -------- |
| Bertha Díaz | 80 m gát    | 11,4     | 2.       | 11,2     | 5.       | kiesett | kiesett  |

## Evezés
| Versenyző                                                                        | Versenyszám              | Előfutam | Előfutam | Vigaszág | Vigaszág | Elődöntő | Elődöntő | Döntő   | Döntő   | Helyezés    |
| Versenyző                                                                        | Versenyszám              | Idő      | Hely.    | Idő      | Hely.    | Idő      | Hely.    | Idő     | Hely.   | Helyezés    |
| -------------------------------------------------------------------------------- | ------------------------ | -------- | -------- | -------- | -------- | -------- | -------- | ------- | ------- | ----------- |
| Luis Olivera Orlando Lanza Enrique Hernández Joaquín Pérez-Febles                | Kormányos nélküli négyes | 7:17,7   | 3.       | 8:45,4   | 2.       | kiesett  | kiesett  | kiesett | kiesett | helyezetlen |
| José Roa Enrique Torres José Romero Santos José Hurdado Virgilio Ara (kormányos) | Kormányos négyes         | 7:14,3   | 4.       | 7:28,2   | 2.       | kiesett  | kiesett  | kiesett | kiesett | helyezetlen |

## Torna
Férfi
| Versenyző      | Versenyszám      | Döntő    | Döntő    |
| Versenyző      | Versenyszám      | Pontszám | Helyezés |
| -------------- | ---------------- | -------- | -------- |
| Rafael Lecuona | Talaj            | 16,35    | 55.      |
| Rafael Lecuona | Ugrás            | 17,85    | 55.      |
| Rafael Lecuona | Korlát           | 17,45    | 52.      |
| Rafael Lecuona | Nyújtó           | 14,55    | 55.      |
| Rafael Lecuona | Gyűrű            | 16,00    | 50.      |
| Rafael Lecuona | Lólengés         | 18,05    | =33.     |
| Rafael Lecuona | Egyéni összetett | 100,25   | 52.      |

## Úszás
Férfi
| Versenyző       | Versenyszám  | Előfutam | Előfutam | Előfutam | Döntő   | Döntő    |
| Versenyző       | Versenyszám  | Idő      | Hely.    | Össz.    | Idő     | Helyezés |
| --------------- | ------------ | -------- | -------- | -------- | ------- | -------- |
| Raúl Martín     | 400 m gyors  | 4:58,2   | 8.       | 31.      | kiesett | kiesett  |
| Raúl Martín     | 1500 m gyors | 19:59,9  | 5.       | 20.      | kiesett | kiesett  |
| Manuel Sanguily | 200 m mell   | 2:41,8   | 3.       | 7.       | 2:42,0  | 7.       |

## Vitorlázás
Nyílt
| Versenyző                                    | Versenyszám | Futam | Futam | Futam | Futam | Futam | Futam | Futam | Pontszám | Helyezés |
| Versenyző                                    | Versenyszám | 1     | 2     | 3     | 4     | 5     | 6     | 7     | Pontszám | Helyezés |
| -------------------------------------------- | ----------- | ----- | ----- | ----- | ----- | ----- | ----- | ----- | -------- | -------- |
| Jorge de Cárdenas Carlos de Cárdenas Culmell | Csillaghajó | 578   | (0)   | 402   | 0     | 578   | 578   | 578   | 2714     | 6.       |